# نادي أوترخت
نادي أوتريخت (بالهولندية: FC Utrecht) هو نادي كرة قدم هولندي تأسس عام 1970 بعد اندماج ثلاثة أندية (دي أو أس) و (إلينفايك) و (فيلوكس) ونادي أوتريخت لم يهبط إلى دوري الدرجة الثانية الهولندي إلى جانب أندية أياكس أمستردام وبي أس في آيندهوفن وفيينورد روتردام، ملعب الفريق دي غالغينفارد تأسس عام 1982 وتمت توسعته وتطويره عام 2002 ليتسع لحوالي 25000 متفرج، أشهر مدرب في تاريخ النادي هو فويكي بوي الذي أحرز مع الفريق لقبين كأس هولندا عامي 2003 و2004 وكأس السوبر الهولندي عام 2004 قبل أن يرحل إلى نادي النصر السعودي، من النجوم الذين برزوا في الماضي في صفوف أوتريخت، مدافع المنتخب الهولندي في التسعينيات يان فوترز، ومهاجم نادي ليفربول الإنكليزي ديرك كاوت .

### 🏆 البطولات والإنجازات
- الدوري الهولندي الممتاز: فاز به النادي مرة واحدة في موسم 1957-1958، عندما كان يُعرف باسم VV DOS.
- كأس هولندا (KNVB Cup): فاز بها ثلاث مرات في أعوام 1985 و2003 و2004.
- درع يوهان كرويف (Johan Cruijff Schaal): فاز به في عام 2004.
- كأس إنترتوتو: فاز بها في عام 1978.

### 🇳🇱 أبرز اللاعبين
- ليو فان فين: أفضل هداف في تاريخ النادي برصيد 153 هدفًا.
- جون فان لون: سجل 52 هدفًا في فترتين مع النادي.
- ديرك كاوت: سجل 51 هدفًا بين عامي 1998 و2003.
- مايكل مولس: سجل 50 هدفًا في فترتين مع النادي.
- سيباستيان هالر: سجل 44 هدفًا بين عامي 2015 و2017، وعاد للنادي في عام 2025.

### 🌍 اللاعبون الدوليون
يضم النادي لاعبين دوليين من مختلف أنحاء العالم، بما في ذلك:
- زيدان إقبال (العراق): انضم للنادي في عام 2023.
- تيلور بوث (الولايات المتحدة): انضم في عام 2022.
- أنتوني ديسكوت (الولايات المتحدة): انضم في عام 2023.
- يوآن كاثلين (فرنسا): انضم في عام 2024.

## 🌟 أبرز لاعبي أوتريخت
- مارك فان دير ماريل: مدافع هولندي بارز، لعب أكثر من 300 مباراة مع النادي، وكان قائدًا للفريق وحصل على جائزة "أفضل لاعب في الموسم" من جماهير النادي في 2018 .
- ريكّي فان وولفسوينكل: مهاجم هولندي سابق، سجل 26 هدفًا في 64 مباراة مع أوتريخت، قبل أن ينتقل إلى أندية مثل سبورتينغ لشبونة ونورويتش سيتي .
- أوربي إيمانويلسون: لاعب وسط هجومي هولندي، لعب مع أوتريخت بين 2017 و2022، بعد مسيرة طويلة مع أياكس وميلان .
- كان بوزدوغان: لاعب وسط ألماني من أصول تركية، انضم إلى أوتريخت في 2022، ويمثل إضافة قوية للخط الوسط .
- زيدان إقبال: لاعب وسط عراقي، انضم إلى أوتريخت في 2023 قادمًا من مانشستر يونايتد، ويُعتبر إضافة مهمة للمنتخب العراقي.

### 🏆 ترتيب أفضل الهدافين التاريخيين لأوتريخت:
1. ليو فان فين – 153 هدفًا
2. جون فان لون – 52 هدفًا
3. ديرك كاوت – 51 هدفًا
4. تون دي كرويك – 51 هدفًا
5. مايكل مولس – 50 هدفًا
6. سيباستيان هالر – 44 هدفًا (لعب مع الفريق في فترتين: 2015–2017 و2025–)
7. ويلي كاربو – 44 هدفًا
8. إريك ويلارتس – 42 هدفًا
9. ستيفان تانغ – 40 هدفًا
10. إيغور غلوشيفيتش – 39 هدفًا

يُعتبر ليو فان فين أحد أساطير النادي بفضل أهدافه العديدة وإسهاماته الكبيرة في تاريخ أوتريخت.